# Joseph Norman Lockyer
Pour les articles homonymes, voir Lockyer.
Sir Joseph Norman Lockyer dit Norman Lockyer, né le 17 mai 1836 à Rugby (Angleterre) et mort le 16 août 1920 à Salcombe Regis (Angleterre), est un scientifique et astronome britannique, connu pour la vulgarisation de ses recherches. Il est crédité avec Jules Janssen pour la découverte de l'hélium et est le fondateur de la revue Nature.
Il a comme autre particularité d'être un scientifique « amateur », son métier originel étant d'être fonctionnaire au ministère de la défense britannique.

## Biographie
Lockyer naît à Rugby dans le Warwickshire. Après des études suivies d'un voyage en Suisse et en France, il travaille au War Office.
Il s'installe à Wimbledon dans le sud de Londres après son mariage avec Winifred James. Astronome amateur éclairé avec un intérêt particulier pour la physique du Soleil, Lockyer devient directeur du laboratoire de physique solaire de Kensington.
En 1860 il est fasciné par la spectroscopie électromagnétique comme outil analytique pour déterminer la composition des objets célestes. Lockyer identifie une raie jaune dans le spectre électromagnétique du Soleil que les scientifiques de l'époque considèrent comme provenant d'un élément connu. Pour Lockyer cette raie suggère l'existence d'un élément léger inconnu. Jules Janssen avait déjà fait cette observation indépendamment peu de temps auparavant et était arrivé à la même conclusion. Lockyer et Edward Frankland baptisent cet élément Hélium du grec helios signifiant Soleil. Le préfixe um est ajouté car Lockyer considère que cet élément est métallique, cette erreur d'appellation ne fut jamais corrigée. La découverte de Lockyer et Janssen fut confirmée en 1890. Il participe à de nombreuses expéditions, de par le monde, afin de suivre les éclipses solaires.
Pour faciliter la communication entre scientifiques, Lockyer lance la revue Nature en 1869 dont il reste le seul éditeur jusqu'en 1919 peu avant sa mort. Il écrit également et fait de nombreuses conférences destinées au grand public. Il épouse en 1903 Mary Thomasina Browne.
Après avoir pris sa retraite en 1911, Lockyer établit un observatoire près de sa maison à Salcombe Regis, dans le Devon. Connu à ses débuts comme le Hill Observatory il est renommé Norman Lockyer Observatory après sa mort. L'observatoire fait d'abord partie de l'université d'Exeter mais est maintenant possédé par la Norman Lockyer Observatory Society. Il existe aussi une chaire Norman Lockyer d'astrophysique à l'université d'Exeter. 
Lockyer meurt chez lui en 1920.

## Publications
- Elementary Lessons in Astronomy (1868-1894)
- Questions on Astronomy (1870)
- Contributions to Solar Physics (1873)
- Star-Gazing, Past and Present (1877)
- Studies in Spectral Analysis (1878)
- Report to the Committee on Solar Physics on the Basic Lines Common to Spots and Prominences (1880)
- The Movements of the Earth (1887)
- The Chemistry of the Sun (1887)
- The Meteorite Hypothesis (1890)
- The Dawn of Astronomy (1894)
- The Sun's Place in Nature (1897)
- Recent and Coming Eclipses (1900)
- Inorganic Evolution as Studied by Spectrum Analysis (1900); trad. L'évolution inorganique étudiée par l'analyse spectrale, traduit de l'anglais par Édouard d'Hooghe, Paris, Félix Alcan, coll. «Bibliothèque scientifique internationale»  (1905)
- The Influence of Brain Power in History (1903)
- Stonehenge and Other British Stone Monuments Astronomically Considered (1906; seconde édition, 1909)
- Education and National Progress: Essays and Addresses, 1870-1905 (1907)
- Surveying for Archœologists (1909)
- Tennyson as a Student and Poet of Nature (1910)

## Divers
Deux cratères, un sur la Lune et un sur Mars portent son nom.